# Samuel Bailey
Samuel Bailey (Sheffield, 5 de julho de 1791 — Sheffield, 18 de janeiro de 1870) foi um filósofo e escritor britânico. Foi chamado de "Bentham de Hallamshire".

## Vida
Samuel foi o segundo dos cinco filhos de Joseph Bailey e de Mary Eaden. Foi educado por seu avô materno e pela escola moraviana de Fulneck. Ao deixar a escola, Samuel foi trabalhar com seu pai, que havia deixado de ser artesão para se tornar comerciante em Sheffield. O filho foi um dos primeiros comerciantes de Sheffield a visitar os Estados Unidos a fim de estabelecer relações comerciais com aquele país.
A atenção de Bailey, no entanto, foi gradualmente se desviando das atividades comerciais e se concentrando nas literárias e políticas. Ficou conhecido como autor talentoso devido a vários ensaios publicados em 1821 e nos anos seguintes. Em 1828 foi eleito um dos administradores da cidade. Tornou-se candidato para representar Sheffield na eleição que se seguiu à Lei de Reforma de 1832. Deixou definitivamente a área de comércio, e estava preparado para dedicar-se à vida política. Seus princípios se assemelhavam aos dos "radicais filosóficos" – defendia parlamentos trienais, o voto por cédula eleitoral, e a abolição de dízimos e impostos sobre o conhecimento.
Entretanto, não foi eleito. Recebeu apenas 812 votos, e foi o último dos quatro candidatos. O preconceito de homens práticos contra os políticos "teóricos" pesou contra ele; mas a derrota de um ilustre escritor foi considerada desonrosa por sua terra natal, e partidários entusiastas fundaram o Bailey Club, destinado a garantir a sua eleição na próxima oportunidade. Foi apresentado como candidato, sem o seu próprio consentimento, em 1834, porém, os dois representantes regionais foram reeleitos e Bailey mais uma vez foi derrotado. Depois disso, ele se recusou a permitir qualquer uso de seu nome na política e sua vida se tornou uma silenciosa reclusão.
Foi várias vezes presidente da Sociedade Literária e Filosófica de Sheffield; e se tornou presidente da Sheffield Banking Company, uma instituição que ajudou a fundar em 1831. Ele não tinha amigos íntimos e apenas alguns conhecidos. Uma visita anual a uma cunhada em Cheltenham para mudar de ares era o seu único lazer. Morreu repentinamente ao sair do banho em 18 de janeiro de 1870, e deixou uma grande quantia em dinheiro como doação para a cidade.

## Pensamento

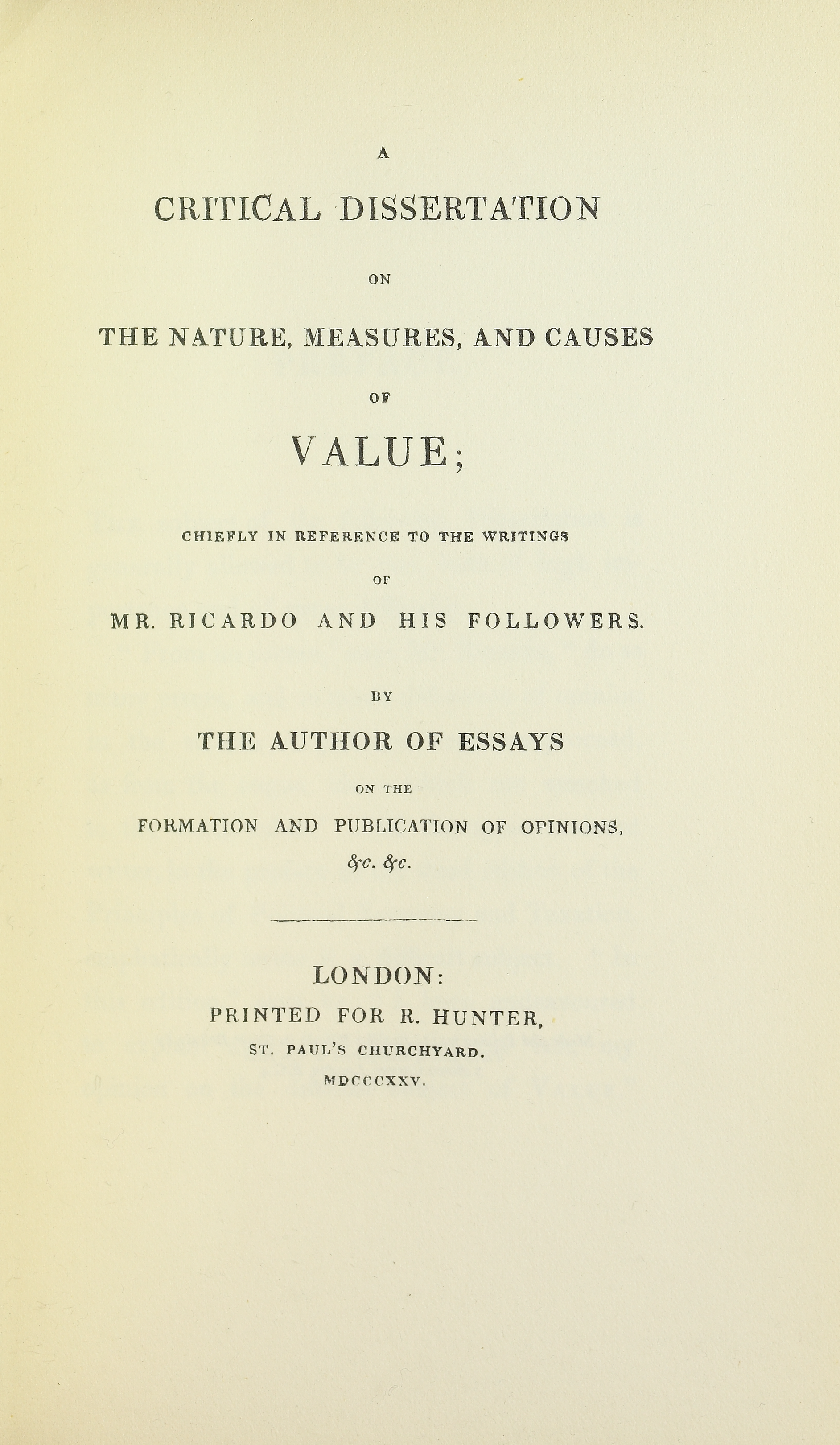
Critical dissertation on the nature, measures, and causes of value, 1931

Seu primeiro trabalho, Essays on the Formation and Publication of Opinions, publicado anonimamente em 1821, atraiu mais atenção do que qualquer outro de seus escritos. Uma continuação dele surgiu em 1829, Essays on the Pursuit of Truth. Entre estes dois foram publicados: Questions in Political Economy, Politics, Morals, &c. (1823), e uma Critical Dissertation on the Nature, Measure, and Causes of Value (1825), dirigidos contra as opiniões de David Ricardo e sua escola clássica.
Suas próximas publicações também foram sobre temas econômicos ou políticos: Rationale of Political Representation (1835), e Money and its Vicissitudes (1837). Ao mesmo tempo, foram lançados alguns de seus panfletos: Discussion of Parliamentary Reform, Right of Primogeniture Examined, Defence of Joint-Stock Banks. Em 1842 surgiu seu Review of Berkeley's Theory of Vision, que suscitou réplicas de John Stuart Mill na Westminster Review e de James Frederick Ferrier na Blackwood's Magazine. Bailey respondeu a seus críticos em uma Letter to a Philosopher (1843), &c.
Em 1851 ele publicou Theory of Reasoning, uma discussão sobre a natureza da inferência, e uma crítica competente das funções e do valor do silogismo. Em 1852 publicou Discourses on Various Subjects; e, finalmente, resumiu seus pontos de vista filosóficos nas Letters on the Philosophy of the Human Mind (três séries, 1855, 1858, 1863).
As  Letters  contêm uma discussão de muitos dos principais problemas da psicologia e da ética. Bailey dificilmente pode ser classificado como pertencente à escola estritamente empírica ou à idealista, mas sua tendência geral é para a primeira. (1) Em relação ao método, ele baseia a psicologia inteiramente na introspecção. Assim, de certa forma, concorda com a Escola Escocesa, mas difere dela ao rejeitar por completo a doutrina das faculdades mentais. O que foi designado faculdades são, em sua opinião, fatos ou fenômenos meramente classificados de consciência. Ele critica severamente o uso habitual da linguagem metafórica ao descrever operações mentais. (2) Sua doutrina da percepção, que é, em resumo, "a percepção das coisas externas através dos órgãos dos sentidos é um ato mental direto ou fenômeno da consciência não susceptível de ser resolvido em algo mais", e a realidade do que pode ser provado nem refutado, não é trabalhado em detalhes, mas é apoiado por críticas elaboradas e às vezes sutis de todas as outras teorias. (3) No que diz respeito às ideias gerais e abstratas  e proposições gerais, suas opiniões são as da escola empírica, mas sua análise frequentemente coloca o assunto sob uma nova luz. (4) Na teoria da moral, Bailey é um defensor do utilitarismo (embora ele conteste o termo "utilidade" como sendo restrito e, para o precipitado, de conteúdo sórdido), e elabora com grande habilidade as etapas da formação dos fatos mentais "complexos" envolvidos no reconhecimento do dever, da obrigação moral e do correto.
Ele baseia todos os fenômenos morais em cinco fatos: (1) O homem é suscetível ao prazer (e à dor); (2) ele gosta (ou não gosta) de suas causas; (3) ele deseja retribuir o prazer e a dor recebidos; (4) ele espera tal reciprocidade dos outros; (5) ele sente mais ou menos simpatia pelos mesmos sentimentos em seus companheiros (cf. Letters, 3ª série).
Em 1845 publicou Maro, um poema em quatro cantos, que contém uma descrição de um jovem poeta que imprimiu 1 000 cópias de seu primeiro poema, das quais apenas dez foram vendidas. Ele foi um aluno aplicado de Shakespeare, e seu último trabalho literário foi On the Received Text of Shakespeare's Dramatic Writings and its Improvement (1862). Muitas das emendas sugeridas são mais fantásticas do que apropriadas.

## Obras
- Essays on the Formation and Publication of Opinions (1821). Google (NYPL) IA (UToronto)
  - 2ª edição, 1826. IA (UCal) Filadélfia, 1831. IA (UCal)
  - 3ª edição, 1837. Google (NYPL) Google (UMich) Boston, 1854. Google (NYPL) IA (UCal)
- Questions in Political Economy, Politics, Morals, Metaphysics, &c. (1823). Google (NYPL) IA (UToronto)
- A Critical Dissertation on the Nature, Measures, and Causes of Value (1825). Google (Harvard)
- A Letter to a Political Economist (1826). [Panfleto, 101 pp.] Google (Oxford) Google (UCal) IA (UCal) IA (UToronto)
- Essays on the Pursuit of Truth, &c. (1829). Google (Harvard) Google (Oxford) Philadelphia, 1831. Google (Harvard)
  - 2ª edição, 1844. Google (Oxford) IA (UCal)
- Discussion of Parliamentary Reform (1831). [Panfleto, 55 pp.]
- The Rationale of Political Representation (1835). Google (NYPL) Google (Oxford) Google (Stanford) IA (UToronto)
- Right of Primogeniture Examined (1837). [Panfleto, 60 pp.]
- Money and Its Vicissitudes in Value (1837). Google (UCal) IA (UCal)
- Defence of Joint-Stock Banks (1840). [Panfleto, 100 pp.]
- A Review of Berkeley's Theory of Vision (1842). Google (Harvard) Google (UMich)
- Letter to a Philosopher in Reply to Some Recent Attempts to Vindicate &c. (1843). [Panfleto, 68 pp.]
- Maro; or, Poetic irritability (1845). Google (Oxford)
- The Theory of Reasoning (1851). Google (UCal) IA (UCal) 2ª edição, 1852. Internet Archive
- Discourses on Various Subjects (1852). Google (Harvard) Google (Oxford) Google (UMich)
- Letters on the Philosophy of the Human Mind (1855–1863).
  - Primeira série, 1855. Google (Harvard) Google (NYPL) Google (Oxford) IA (UToronto)
  - Segunda série, 1858. Google (NYPL) IA (UCal) IA (UToronto)
  - Terceira série, 1863. IA (UToronto)
- On the received text of Shakespeare's dramatic writings and its Improvement (1862–1866). 2 volumes.
  - Volume 1, 1862. Google (Oxford) IA (UToronto)
  - Volume 2, 1866. Google (Oxford)